# Danh sách tiểu hành tinh: 8401–8500
| Tên                  | Tên đầu tiên | Ngày phát hiện       | Nơi phát hiện  | Người phát hiện                                        |
| -------------------- | ------------ | -------------------- | -------------- | ------------------------------------------------------ |
| 8401 Assirelli       | 1994 DA      | 16 tháng 2 năm 1994  | Farra d'Isonzo | Farra d'Isonzo                                         |
| 8402 -               | 1994 GH9     | 11 tháng 4 năm 1994  | Palomar        | E. F. Helin                                            |
| 8403 Minorushimizu   | 1994 JG      | 6 tháng 5 năm 1994   | Oizumi         | T. Kobayashi                                           |
| 8404 -               | 1995 AN      | 1 tháng 1 năm 1995   | Trạm Catalina  | T. B. Spahr                                            |
| 8405 Asbolus         | 1995 GO      | 5 tháng 4 năm 1995   | Spacewatch     | Spacewatch                                             |
| 8406 Iwaokusano      | 1995 HJ      | 20 tháng 4 năm 1995  | Kitami         | K. Endate, K. Watanabe                                 |
| 8407 Houlahan        | 1995 ON      | 25 tháng 7 năm 1995  | Prescott       | P. G. Comba                                            |
| 8408 Strom           | 1995 SX12    | 18 tháng 9 năm 1995  | Kitt Peak      | Spacewatch                                             |
| 8409 Valentaugustus  | 1995 WB43    | 28 tháng 11 năm 1995 | Socorro        | R. Weber                                               |
| 8410 Hiroakiohno     | 1996 QZ1     | 24 tháng 8 năm 1996  | Kushiro        | S. Ueda, H. Kaneda                                     |
| 8411 Celso           | 1996 TO      | 3 tháng 10 năm 1996  | Farra d'Isonzo | Farra d'Isonzo                                         |
| 8412 -               | 1996 TM6     | 7 tháng 10 năm 1996  | Xinglong       | Chương trình tiểu hành tinh Bắc Kinh Schmidt CCD       |
| 8413 Kawakami        | 1996 TV10    | 9 tháng 10 năm 1996  | Kushiro        | S. Ueda, H. Kaneda                                     |
| 8414 Atsuko          | 1996 TW10    | 9 tháng 10 năm 1996  | Kushiro        | S. Ueda, H. Kaneda                                     |
| 8415 -               | 1996 UT      | 16 tháng 10 năm 1996 | Nachi-Katsuura | Y. Shimizu, T. Urata                                   |
| 8416 Okada           | 1996 VB8     | 3 tháng 11 năm 1996  | Kushiro        | S. Ueda, H. Kaneda                                     |
| 8417 Lancetaylor     | 1996 VG8     | 7 tháng 11 năm 1996  | Kitami         | K. Endate, K. Watanabe                                 |
| 8418 Mogamigawa      | 1996 VS30    | 10 tháng 11 năm 1996 | Nanyo          | T. Okuni                                               |
| 8419 Terumikazumi    | 1996 VK38    | 7 tháng 11 năm 1996  | Kushiro        | S. Ueda, H. Kaneda                                     |
| 8420 Angrogna        | 1996 WQ      | 17 tháng 11 năm 1996 | Prescott       | P. G. Comba                                            |
| 8421 Montanari       | 1996 XA9     | 2 tháng 12 năm 1996  | Bologna        | Osservatorio San Vittore                               |
| 8422 Mohorovičić     | 1996 XJ26    | 5 tháng 12 năm 1996  | Farra d'Isonzo | Farra d'Isonzo                                         |
| 8423 Macao           | 1997 AO22    | 11 tháng 1 năm 1997  | Xinglong       | Chương trình tiểu hành tinh Bắc Kinh Schmidt CCD       |
| 8424 Toshitsumita    | 1997 CP      | 1 tháng 2 năm 1997   | Oizumi         | T. Kobayashi                                           |
| 8425 Zirankexuejijin | 1997 CJ29    | 14 tháng 2 năm 1997  | Xinglong       | Chương trình tiểu hành tinh Bắc Kinh Schmidt CCD       |
| 8426 -               | 1997 ST      | 16 tháng 9 năm 1997  | Xinglong       | Beijing Schmidt CCD Asteroid Program                   |
| 8427 -               | 1997 TH17    | 6 tháng 10 năm 1997  | Nachi-Katsuura | Y. Shimizu, T. Urata                                   |
| 8428 Okiko           | 1997 VJ8     | 3 tháng 11 năm 1997  | Geisei         | T. Seki                                                |
| 8429 -               | 1997 YK4     | 23 tháng 12 năm 1997 | Xinglong       | Chương trình tiểu hành tinh Bắc Kinh Schmidt CCD       |
| 8430 Florey          | 1997 YB5     | 25 tháng 12 năm 1997 | Woomera        | F. B. Zoltowski                                        |
| 8431 Haseda          | 1997 YQ13    | 31 tháng 12 năm 1997 | Oizumi         | T. Kobayashi                                           |
| 8432 Tamakasuga      | 1997 YD18    | 27 tháng 12 năm 1997 | Kuma Kogen     | A. Nakamura                                            |
| 8433 Brachyrhynchus  | 2561 P-L     | 24 tháng 9 năm 1960  | Palomar        | C. J. van Houten, I. van Houten-Groeneveld, T. Gehrels |
| 8434 Columbianus     | 6571 P-L     | 24 tháng 9 năm 1960  | Palomar        | C. J. van Houten, I. van Houten-Groeneveld, T. Gehrels |
| 8435 Anser           | 6643 P-L     | 16 tháng 9 năm 1960  | Palomar        | C. J. van Houten, I. van Houten-Groeneveld, T. Gehrels |
| 8436 Leucopsis       | 2259 T-1     | 25 tháng 3 năm 1971  | Palomar        | C. J. van Houten, I. van Houten-Groeneveld, T. Gehrels |
| 8437 Bernicla        | 3057 T-1     | 26 tháng 3 năm 1971  | Palomar        | C. J. van Houten, I. van Houten-Groeneveld, T. Gehrels |
| 8438 Marila          | 4825 T-1     | 13 tháng 5 năm 1971  | Palomar        | C. J. van Houten, I. van Houten-Groeneveld, T. Gehrels |
| 8439 Albellus        | 2034 T-2     | 29 tháng 9 năm 1973  | Palomar        | C. J. van Houten, I. van Houten-Groeneveld, T. Gehrels |
| 8440 Wigeon          | 1017 T-3     | 17 tháng 10 năm 1977 | Palomar        | C. J. van Houten, I. van Houten-Groeneveld, T. Gehrels |
| 8441 Lapponica       | 4008 T-3     | 16 tháng 10 năm 1977 | Palomar        | C. J. van Houten, I. van Houten-Groeneveld, T. Gehrels |
| 8442 Ostralegus      | 4237 T-3     | 16 tháng 10 năm 1977 | Palomar        | C. J. van Houten, I. van Houten-Groeneveld, T. Gehrels |
| 8443 Svecica         | 4343 T-3     | 16 tháng 10 năm 1977 | Palomar        | C. J. van Houten, I. van Houten-Groeneveld, T. Gehrels |
| 8444 Popovich        | 1969 TR1     | 8 tháng 10 năm 1969  | Nauchnij       | L. I. Chernykh                                         |
| 8445 Novotroitskoe   | 1973 QG2     | 31 tháng 8 năm 1973  | Nauchnij       | T. M. Smirnova                                         |
| 8446 Tazieff         | 1973 SB6     | 28 tháng 9 năm 1973  | Nauchnij       | N. S. Chernykh                                         |
| 8447 Cornejo         | 1974 OE      | 16 tháng 7 năm 1974  | El Leoncito    | Felix Aguilar Observatory                              |
| 8448 Belyakina       | 1976 UT1     | 16 tháng 10 năm 1976 | Nauchnij       | T. M. Smirnova                                         |
| 8449 Maslovets       | 1977 EO1     | 13 tháng 3 năm 1977  | Nauchnij       | N. S. Chernykh                                         |
| 8450 Egorov          | 1977 QL1     | 19 tháng 8 năm 1977  | Nauchnij       | N. S. Chernykh                                         |
| 8451 Gaidai          | 1977 RY6     | 11 tháng 9 năm 1977  | Nauchnij       | N. S. Chernykh                                         |
| 8452 Clay            | 1978 WB      | 27 tháng 11 năm 1978 | Harvard        | Harvard                                                |
| 8453                 | 1981 EQ      | 1 tháng 3 năm 1981   | La Silla       | H. Debehogne, G. DeSanctis                             |
| 8454                 | 1981 EG1     | 5 tháng 3 năm 1981   | La Silla       | H. Debehogne, G. DeSanctis                             |
| 8455                 | 1981 ER6     | 6 tháng 3 năm 1981   | Siding Spring  | S. J. Bus                                              |
| 8456                 | 1981 EJ7     | 1 tháng 3 năm 1981   | Siding Spring  | S. J. Bus                                              |
| 8457                 | 1981 EO8     | 1 tháng 3 năm 1981   | Siding Spring  | S. J. Bus                                              |
| 8458                 | 1981 EY9     | 1 tháng 3 năm 1981   | Siding Spring  | S. J. Bus                                              |
| 8459                 | 1981 EQ18    | 2 tháng 3 năm 1981   | Siding Spring  | S. J. Bus                                              |
| 8460                 | 1981 EP19    | 2 tháng 3 năm 1981   | Siding Spring  | S. J. Bus                                              |
| 8461                 | 1981 EC21    | 2 tháng 3 năm 1981   | Siding Spring  | S. J. Bus                                              |
| 8462                 | 1981 ED22    | 2 tháng 3 năm 1981   | Siding Spring  | S. J. Bus                                              |
| 8463                 | 1981 EM27    | 2 tháng 3 năm 1981   | Siding Spring  | S. J. Bus                                              |
| 8464                 | 1981 EF28    | 2 tháng 3 năm 1981   | Siding Spring  | S. J. Bus                                              |
| 8465                 | 1981 EQ31    | 2 tháng 3 năm 1981   | Siding Spring  | S. J. Bus                                              |
| 8466                 | 1981 EV34    | 2 tháng 3 năm 1981   | Siding Spring  | S. J. Bus                                              |
| 8467                 | 1981 ES35    | 2 tháng 3 năm 1981   | Siding Spring  | S. J. Bus                                              |
| 8468                 | 1981 EA40    | 2 tháng 3 năm 1981   | Siding Spring  | S. J. Bus                                              |
| 8469                 | 1981 TZ      | 5 tháng 10 năm 1981  | Anderson Mesa  | N. G. Thomas                                           |
| 8470 Dudinskaya      | 1982 SA4     | 17 tháng 9 năm 1982  | Nauchnij       | N. S. Chernykh                                         |
| 8471 Obrant          | 1983 RX4     | 5 tháng 9 năm 1983   | Nauchnij       | L. V. Zhuravleva                                       |
| 8472 Tarroni         | 1983 TC      | 12 tháng 10 năm 1983 | Bologna        | Osservatorio San Vittore                               |
| 8473 -               | 1984 SS5     | 21 tháng 9 năm 1984  | La Silla       | H. Debehogne                                           |
| 8474 Rettig          | 1985 GA1     | 15 tháng 4 năm 1985  | Anderson Mesa  | E. Bowell                                              |
| 8475 Vsevoivanov     | 1985 PC2     | 13 tháng 8 năm 1985  | Nauchnij       | N. S. Chernykh                                         |
| 8476 -               | 1986 QT2     | 28 tháng 8 năm 1986  | La Silla       | H. Debehogne                                           |
| 8477 Andrejkiselev   | 1986 RF7     | 6 tháng 9 năm 1986   | Nauchnij       | L. V. Zhuravleva                                       |
| 8478                 | 1987 DO6     | 23 tháng 2 năm 1987  | La Silla       | H. Debehogne                                           |
| 8479                 | 1987 HD2     | 29 tháng 4 năm 1987  | Kleť           | A. Mrkos                                               |
| 8480                 | 1987 RD1     | 13 tháng 9 năm 1987  | La Silla       | H. Debehogne                                           |
| 8481 -               | 1988 LH      | 14 tháng 6 năm 1988  | Lake Tekapo    | A. C. Gilmore, P. M. Kilmartin                         |
| 8482 -               | 1988 RA11    | 14 tháng 9 năm 1988  | Cerro Tololo   | S. J. Bus                                              |
| 8483 -               | 1988 SY1     | 16 tháng 9 năm 1988  | Cerro Tololo   | S. J. Bus                                              |
| 8484 -               | 1988 VM2     | 10 tháng 11 năm 1988 | Yorii          | M. Arai, H. Mori                                       |
| 8485 Satoru          | 1989 FL      | 29 tháng 3 năm 1989  | Geisei         | T. Seki                                                |
| 8486 -               | 1989 QV      | 26 tháng 8 năm 1989  | Siding Spring  | R. H. McNaught                                         |
| 8487 -               | 1989 SQ      | 29 tháng 9 năm 1989  | Kani           | Y. Mizuno, T. Furuta                                   |
| 8488 d'Argens        | 1989 SR1     | 16 tháng 9 năm 1989  | La Silla       | E. W. Elst                                             |
| 8489 Boulder         | 1989 TA3     | 7 tháng 10 năm 1989  | La Silla       | E. W. Elst                                             |
| 8490 -               | 1989 TU10    | 4 tháng 10 năm 1989  | Kani           | Y. Mizuno, T. Furuta                                   |
| 8491 Joelle-gilles   | 1989 YL5     | 28 tháng 12 năm 1989 | Haute Provence | E. W. Elst                                             |
| 8492 Kikuoka         | 1990 BZ      | 21 tháng 1 năm 1990  | Geisei         | T. Seki                                                |
| 8493 Yachibozu       | 1990 BY1     | 30 tháng 1 năm 1990  | Kushiro        | M. Matsuyama, K. Watanabe                              |
| 8494 Edpatvega       | 1990 OT4     | 25 tháng 7 năm 1990  | Palomar        | H. E. Holt                                             |
| 8495 -               | 1990 QV1     | 22 tháng 8 năm 1990  | Palomar        | H. E. Holt                                             |
| 8496 Jandlsmith      | 1990 QO3     | 16 tháng 8 năm 1990  | Harvard        | Oak Ridge Observatory                                  |
| 8497 -               | 1990 RE7     | 13 tháng 9 năm 1990  | La Silla       | H. Debehogne                                           |
| 8498 Ufa             | 1990 RM17    | 15 tháng 9 năm 1990  | Nauchnij       | L. V. Zhuravleva                                       |
| 8499 -               | 1990 SC13    | 22 tháng 9 năm 1990  | La Silla       | H. Debehogne                                           |
| 8500 Hori            | 1990 TU      | 10 tháng 10 năm 1990 | Kitami         | K. Endate, K. Watanabe                                 |